# Педерсен, Сульвай
Сульвай Педерсен (норв. Solveig Pedersen; род. 6 сентября 1965 года, Кристиансанн) — норвежская лыжница, призёрка Олимпийских игр, чемпионатов мира и этапов Кубка мира.
В Кубке мира Педерсен дебютировала в 1986 году, в январе 1991 года единственный раз в карьере попала в тройку лучших на этапе Кубка мира. Кроме этого имеет на своём счету 9 попаданий в десятку лучших на этапах Кубка мира. Лучшим достижением Педерсен в общем итоговом зачёте Кубка мира является 10-е место в сезоне 1990/91.
На Олимпиаде-1992 в Альбервиле завоевала серебро в эстафетной гонке, кроме того принимала участие ещё в трёх гонках: 5 км классикой - 8-е место, гонка преследования - 15-е место, 15 км классикой - 20-е место.
За свою карьеру принимала участие в одном чемпионате мира, на чемпионате мира-1991 в Валь-ди-Фьемме завоевала бронзу в эстафетной гонке, кроме того была 4-й в гонке на 15 км классикой и 8-й в гонке на 15 км классикой.